# Laccocephalum sclerotinum
Laccocephalum sclerotinum är en svampart som först beskrevs av Rodway, och fick sitt nu gällande namn av Núñez & Ryvarden 1995. Laccocephalum sclerotinum ingår i släktet Laccocephalum och familjen Polyporaceae.   Inga underarter finns listade i Catalogue of Life.